# Инцидент с судном Trent
Инцидент с судном Trent — дипломатический эпизод, имевший место во время Гражданской войны в США.
8 ноября 1861 года корабль войск Союза USS San Jacinto под командованием капитана Чарльза Уилкса перехватил британское почтовое судно  RMS Trent и взял в плен находившихся на его борту двух дипломатов Конфедерации Джеймса Мэйсона и Джона Слиделла, которые затем были помещены как военнопленные в Форт-Уоррен в гавани Бостона. Оба они в качестве послов направлялись в Великобританию и Францию с целью добиться дипломатического признания независимости КША в Европе.
Первоначальная общественная реакция Севера на этот инцидент была положительной, и многие политические деятели призывали объявить войну Великобритании, но президент Линкольн и его окружение не хотели идти на такой риск. На Юге инцидент вызвал надежду на разрыв англо-американских отношений и возможное начало войны между США и Великобританией, понимая, что их потенциальная независимость во многом зависит от развития инцидента и общественного мнения в Великобритании, которое было возмущено нарушением нейтралитета и оскорблением национального достоинства. Британское правительство потребовало от США извинений и освобождения заключённых.
После нескольких недель напряжённости кризис в итоге был разрешён, когда администрация Линкольна освободила обоих дипломатов и дезавуировала действия Уилкокса, но никаких официальных извинений Великобритании принесено не было. Оба дипломата Конфедерации смогли продолжить свой путь в Европу, однако своих целей по дипломатическому признанию КША там не достигли.